# Wenceslau Guimarães
Wenceslau Guimarães is een gemeente in de Braziliaanse deelstaat Bahia. De gemeente telt 24.802 inwoners (schatting 2009).